# Бакен (місто)
Бакен (англ. Buchan) — містечко у штаті Вікторія, Австралія, розташоване на березі річки Сноуі-Рівер. За даними перепису 2006 року кількість населення міста становила 326 чоловік. 
Поштове відділення відкрито у жовтні 1878 року. 
Містечко відоме завдяки розташованим неподалік печерам Бакен.
Також у місті є кінний клуб. Щороку на Великдень клуб проводить родео. На околиці Бакена знаходиться гольф-клуб. 